# 迈朗
迈朗（法語：Mayran，法語發音：[mɛʁɑ̃]）是法国阿韦龙省的一个市镇，属于罗德兹区。

## 地理
迈朗（44°23'18"N, 2°21'49"E）面积15.36 平方千米，位于法国奧克西塔尼大區阿韦龙省，该省份为法国南部内陆省份，位于法國中央高原南部，北起顺时针与康塔爾省、洛泽尔省、加尔省、埃罗省、塔恩省、塔恩-加龙省和洛特省接壤。
与迈朗接壤的市镇（或旧市镇、城区）包括：贝尔卡斯泰勒、克莱尔沃达韦龙、科隆比耶斯、穆瓦拉泽斯、古特朗。

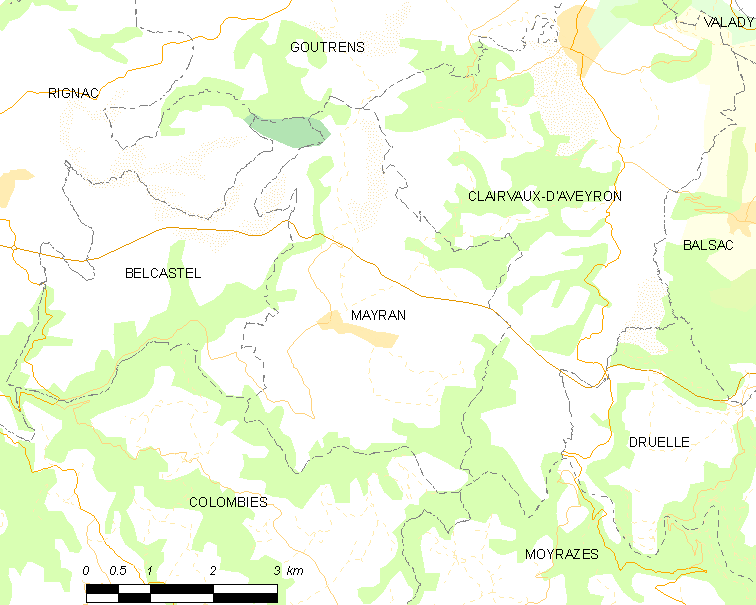
迈朗的OSM定位图

迈朗的时区为UTC+01:00、UTC+02:00（夏令时）。

## 行政
迈朗的邮政编码为12390，INSEE市镇编码为12142。

## 政治
迈朗所属的省级选区为埃讷-阿尔祖县。

## 人口

1962-2008年间迈朗人口变化图示

迈朗于2022年1月1日时的人口数量为614人。